# Метен
Метен (њем. Metten) град је у њемачкој савезној држави Баварска. Једно је од 26 општинских средишта округа Дегендорф. Према процјени из 2010. у граду је живјело 4.406 становника. Посједује регионалну шифру (AGS) 9271132.

## Географски и демографски подаци
Метен се налази у савезној држави Баварска у округу Дегендорф. Град се налази на надморској висини од 318 метара. Површина општине износи 11,9 km². У самом граду је, према процјени из 2010. године, живјело 4.406 становника. Просјечна густина становништва износи 370 становника/km².